# Giovanni Alberto Ristori
Giovanni Alberto Ristori (1692 – Dresda, 7 febbraio 1753) è stato un compositore e organista italiano.

## Biografia
Sulla gioventù e sugli anni di studio del Ristori si conosce poco.
Il suo primo lavoro documentato è l'opera Orlando Furioso, che fu rappresentata nell'autunno del 1713 al Teatro Sant'Angelo di Venezia dall'impresa di Giovanni Battista e Antonio Vivaldi; sempre al Sant'Angelo, durante il carnevale del 1714, furono rappresentate le opere Pallade Trionfante in Arcadia ed Euristeo, la quale fu data in quegli anni anche nella sua città natale. Successivamente si fermò a Vienna, ove fu allievo di Antonio Caldara.
Nel 1715 andò con il padre Tommaso Ristori, attore e direttore di una compagnia teatrale di commedianti italiani, alla corte di Dresda al servizio di Augusto II detto Il Forte, elettore di Sassonia e re di Polonia. Qui fu nominato nel 1717 compositore della musica italiana. Inoltre nel 1718 diventò il primo direttore della Cappella di Polonia con salario di 600 talleri, carica che mantenne sino al 1733.
Sebbene Antonio Lotti tra il 1717 e il 1719 dominasse la vita musicale di Dresda, Ristori riuscì lo stesso a rappresentare La Cleonice il 15 agosto 1717 ottenendo un grande successo.
Poiché tra il 1719 e il 1720 vi fu lo scioglimento dell'opera italiana a Dresda e l'espulsione degli attori italiani, Ristori tardò nella rappresentazione della sua opera successiva: Calandro; essa infatti fu data il 2 settembre 1726 a Pillnitz. Ricevé molti consensi anche la sua seguente opera, ossia il Don Chisciotte, messa in scena il 2 febbraio 1727 sempre a Dresda. Nel 1728 vi fu un'altra rappresentazione del Calandro alla quale fu presente Federico Il Grande.
Nel 1731 Augusto II inviò una compagnia di artisti italiani (composta da tredici attori e nove cantanti, tra i quali spiccavano Ludovica Seyfried, Margherita Ermini e Rosalia Fantasia), diretta sempre da entrambi i Ristori, a Mosca e a San Pietroburgo per le festività musicali dell'incoronazione dell'imperatrice Anna. In questa occasione ridette per l'ennesima volta il Calandro a Mosca l'11 dicembre 1731, la quale fu la prima opera italiana rappresentata in Russia.
Tornato a Dresda nel 1732 compose il suo primo oratorio, La deposizione della Croce.
Quando nel 1731 Johann Adolph Hasse fu operativo presso Dresda, non potendo competere con il grande sassone, la fama di Ristori declinò: nel 1733, tra l'altro, venne sciolta la sua compagnia teatrale e Ristori fu degradato a organista da camera.
Nel 1733, dopo la morte di Augusto II, diventò elettore di Sassonia il figlio Federico Augusto. Tra il 1734 e il 1736 Ristori accompagnò il nuovo elettore a Varsavia: in questo periodo compose prevalentemente musica sacra. Nel 1736, in occasione dell'incoronazione di Federico Augusto come re di Polonia (con il nome di Augusto III), Ristori compose l'opera Le Fate, tratta dall'Orlando furioso, che fu messa in scena a Varsavia (nella quale apparivano tra le parti principali i cantanti Rosa Negri nel ruolo di Alcina, Domenico Annibali nel ruolo di Ruggiero, Giovanni Bindi nel ruolo femminile di Bradamante e il buffo Cosimo Ermini nella parte del servo Doro). Due mesi dopo, per il compleanno del nuovo re, fu composta l'azione scenica per musica Arianna.
Nel 1738 accompagnò la principessa Maria Amalia di Sassonia (figlia di Augusto III) e il suo marito, Carlo III, re delle Due Sicilie in Italia dove diresse il Temistocle con Vittoria Tesi e Gaetano Majorano e l'Adriano in Siria con Anna Maria Strada, Francesco Bernardi ed Angelo Amorevoli al nuovo teatro San Carlo di Napoli.
Gli intrighi teatrali tra Hasse, Porpora, etc. fecero ritirare Ristori dall'agone operistico di Dresda nei suoi ultimi dieci anni di vita; in questo periodo fu attivo come organista e fortepianista e dal 1746 fu anche compositore della chiesa di corte, posizione tenuta in passato anche da Johann Sebastian Bach e Jan Dismas Zelenka. Nel 1750 fu nominato vice-maestro di cappella, accanto ad Hasse. Questo fu il suo ultimo "rapporto" con l'Opera di Dresda.

## Considerazioni sull'artista
Ristori, operante attraverso tutto il periodo d'oro della musica della corte di Dresda, è considerato il ponte di collegamento tra Lotti e Hasse. La sua personalità era legata profondamente alla cultura musicale della città, anche se egli non diede mai un influsso alla musica del tempo a livello europeo.

Fu un abile clavicembalista e organista, nonché notevole compositore. La sua elevata abilità compositiva sfociò soprattutto nel campo operistico ove, grazie soprattutto alle sue opere buffe e ai suoi intermezzi, acquisì vasta fama nella Germania del tempo.

Sfortunatamente molti dei suoi lavori andarono persi quando gli Alleati bombardarono Dresda nel 1945.

## Lavori

### Opere
Sono note 19 opere di Ristori; la data e la città si riferiscono alla prima rappresentazione.
- Orlando furioso (RV Anh. 84) (dramma per musica, libretto di Grazio Braccioli, 1713, Venezia, le cui musiche confluirono in parte nel primo Orlando furioso musicato e messo in scena da Antonio Vivaldi nel 1714)
- Pallade trionfante in Arcadia (dramma pastorale, libretto di Otto Mandelli, 1713, Padova)
- Euristeo (dramma per musica, 1714, Venezia o Bologna)
- Pigmalione (dramma per musica, libretto di F. Passarini, 1714, Rovigo)
- Cleonice (dramma per musica, libretto di A. Constantini, 1718, Moritzburg)
- Calandro (commedia per musica, libretto di Stefano Benedetto Pallavicino, 1726, Pillnitz)
- Un pazzo ne fa cento ovvero Don Chisciotte (opera comica, libretto di Stefano Benedetto Pallavicino, 2 febbraio 1727, Dresda)
- Le fate (dramma per musica, libretto di Stefano Benedetto Pallavicino, 18 agosto 1736, Dresda)
- Arianna (azione scenica per musica, libretto di Stefano Benedetto Pallavicino, 7 ottobre 1736, Hubertusburg)
- Didone abbandonata (pasticcio in 3 atti, libretto di Pietro Metastasio, 13 aprile 1737, Londra, Royal Opera House, Covent Garden)
- Temistocle (dramma per musica, libretto di Pietro Metastasio, 19 dicembre 1738, Napoli, teatro San Carlo)
- Adriano in Siria (dramma per musica, libretto di Pietro Metastasio, 19 dicembre 1739, Napoli, teatro San Carlo)
- Diana vendicata (festa per musica, libretto di Giovanni Claudio Pasquini, 8 dicembre 1746, Dresda)
- La liberalità di Numa Pompilio (serenata, libretto di Giovanni Claudio Pasquini, 1746, Dresda)
- Trajano (festa da camera, libretto di Giovanni Claudio Pasquini, 1746, Dresda)
- Amore insuperabile (festa da camera, libretto di Giovanni Claudio Pasquini, 10 febbraio 1747, Dresda)
- I lamenti d'Orfeo (festa di camera, libretto di Giovanni Claudio Pasquini, 1749, Dresda)
- Ercole
- Nicandro

### Intermezzi
- Delbo e Dorina (basato sulle scene buffe da Cassandra indovina di Nicola Fago)
- Fidalba e Artabano
- Despina, Simona e Trespolo
- Serpilla e Serpello (basato sulle scene buffe da Il pastore di Corinto di Alessandro Scarlatti)
- La lite fra la suocera e la nuora

### Cantate
- Lavinia a Turno (Maria Antonia di Baviera, 1748)
- Didone abbandonata (Maria Antonia di Baviera, 1748)
- Nice a Tirsi (Maria Antonia di Baviera, 1749)
- Cantata a 4 voci per il Giorno natalizio (1735)
- Componimento per musica (1736)
- Versi cantati in Varsavia (1736)
- Cantata per Comando
- Verdi colli (settembre 1719)
- Quattro arie italiane

### Oratori
- La Deposizione della Croce di Nostro Signore (1732, Dresda)
- La Sepoltura di Cristo (1749)

### Lavori strumentali
- Concerto in mi bemolle per oboe solo, violino, viola, oboe e basso in mi maggiore
- Sinfonia in fa maggiore per corni da caccia, 2 violini, viola e basso (1736)
- Sinfonia in re maggiore per corno, violino, viola e basso (1736)
- 2 sinfonie in re maggiore
- Esercizi per l'accompaniamento

### Messe e altri lavori sacri
- Missa per il Santissimo Natale di Nostro Signore (1744)
- Missa brevis in fa
- Missa brevis in re
- Ite longe hostes crudeles: Mottetto per basso solo e basso continuo
- Miserere per 4 voci
- Credo per 4 voci (1751)
- Altri 22 Mottetti
- 3 Requiem
- 1 Litania
- Altri frammenti di messe e d'altri lavori sacri